# Koen de Kort

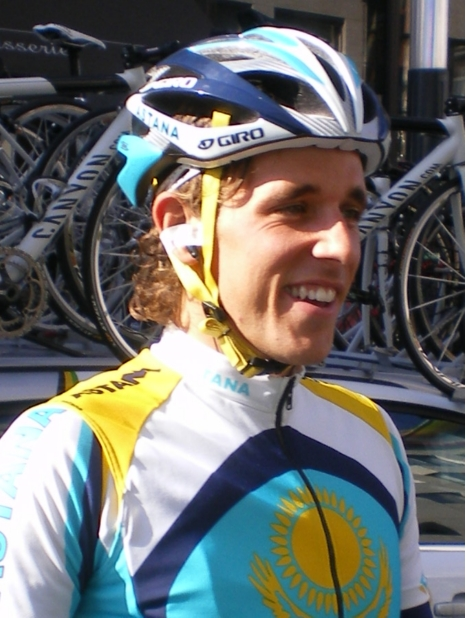
Koen de Kort em 2008.

Koen de Kort (Gouda, 8 de setembro de 1982) é um ciclista holandês.